# Эрнандес, Джейсон
Дже́йсон Эрна́ндес (исп. и англ. Jason Hernández, 26 августа 1983, Нью-Йорк) — американский и пуэрто-риканский футболист, центральный защитник.

## Клубная карьера
С 2001 по 2004 годы Эрнандес выступал за студенческую команду Университета Ситон-Холл в NCAA.
На Дополнительном драфте MLS 2005 Эрнандес был выбран клубом «Метростарз» под шестым номером в первом раунде, и заключил контракт в дополнительный молодёжный состав клуба на сезон 2005. В первых 29 турах сезона на поле не появлялся, и дебютировал только 5 октября 2005 года в игре с «Чикаго Файр». Выходил в стартовом составе в последних трёх матчах регулярного сезона и в обоих матчах плей-офф.
20 января 2006 года Эрнандес был обменян вместе с пятым пиком Супердрафта MLS 2006 в «Чивас США» на первый пик Супердрафта. В первом сезоне за свой новый клуб принял участие в 29 играх лиги, в том числе в 24 из них выходил в старте. В сезоне 2007 выходил реже, всего — в 21 игре, только в девяти из них в старте. За два года в клубе из Лос-Анджелеса также выходил в старте в трёх из четырёх матчей клуба в плей-офф.
Клубом «Сан-Хосе Эртквейкс» Эрнандес был выбран на Драфте расширения MLS 2007. Его дебют в составе клуба состоялся 3 апреля 2008 года в матче против «Лос-Анджелес Гэлакси». За «Эртквейкс» Эрнандес выступал в течение семи лет, долгое время являясь капитаном команды. Он отыграл за клуб 160 матчей и 13 859 минут, что является третьим результатом в истории клуба по обоим показателям.
На Драфте расширения MLS 2014 Эрнандес был выбран клубом «Нью-Йорк Сити». Вышел в стартовом составе в первой игре в истории клуба, в матче с «Орландо Сити», прошедшем 8 марта 2015 года и закончившимся ничьей 1:1. По окончании сезона 2016 «Нью-Йорк Сити» не стал продлевать контракт с игроком.
21 марта 2017 года Эрнандес, являвшийся свободный агентом, был подписан клубом «Торонто». 1 апреля отыграл тайм в матче «Торонто II» в USL против «Тампа-Бэй Раудис». За первую команду «красных» дебютировал 5 мая, выйдя в стартовом составе, в игре против «Сиэтл Саундерс». В сезоне 2017 в составе «Торонто» стал обладателем Кубка MLS, хотя в финальном матче года не участвовал. После завершения чемпионского сезона Эрнандес остался без контракта, но 13 апреля 2018 года канадский клуб переподписал его. По окончании сезона 2018 он вновь стал свободным агентом.

## Международная карьера
Эрнандес родился в США в семье пуэрториканцев. 6 января 2009 года он был вызван в тренировочный лагерь сборной США в преддверии к товарищескому матчу со сборной Швеции, но в финальную заявку на матч не попал. 29 марта 2016 года Эрнандес дебютировал за сборную Пуэрто-Рико в матче квалификации к Карибскому кубку 2017 против сборной Гайаны.

## Постспортивная деятельность
2 апреля 2019 года Джейсон Эрнандес объявил о завершении игровой карьеры и вошёл во фронт-офис «Торонто» в качестве менеджера по взаимодействию с игроками. В 2021 году стал заместителем генерального менеджера по персоналу и стратегии взаимодействия с игроками. 27 июня 2023 года был повышен до генерального менеджера.

## Достижения
Командные
 «Сан-Хосе Эртквейкс»
- Победитель регулярного чемпионата MLS: 2012

 «Торонто»
- Чемпион MLS (обладатель Кубка MLS): 2017
- Победитель регулярного чемпионата MLS: 2017
- Победитель Первенства Канады: 2017

## Статистика выступлений
| Выступление        | Выступление      | Выступление      | Лига | Лига | Плей-офф | Плей-офф | Кубок | Кубок | ЛЧ КОНКАКАФ | ЛЧ КОНКАКАФ | Итого | Итого |
| Клуб               | Лига             | Сезон            | Игры | Голы | Игры     | Голы     | Игры  | Голы  | Игры        | Голы        | Игры  | Голы  |
| ------------------ | ---------------- | ---------------- | ---- | ---- | -------- | -------- | ----- | ----- | ----------- | ----------- | ----- | ----- |
| Метростарз         | MLS              | 2005             | 3    | 0    | 2        | 0        | 0     | 0     | —           | —           | 5     | 0     |
| Метростарз         | Итого            | Итого            | 3    | 0    | 2        | 0        | 0     | 0     | —           | —           | 5     | 0     |
| Чивас США          | MLS              | 2006             | 29   | 0    | 2        | 0        | 0     | 0     | —           | —           | 31    | 0     |
| Чивас США          | MLS              | 2007             | 21   | 0    | 1        | 0        | 0     | 0     | —           | —           | 22    | 0     |
| Чивас США          | Итого            | Итого            | 50   | 0    | 3        | 0        | 0     | 0     | —           | —           | 53    | 0     |
| Сан-Хосе Эртквейкс | MLS              | 2008             | 28   | 0    | —        | —        | 0     | 0     | —           | —           | 28    | 0     |
| Сан-Хосе Эртквейкс | MLS              | 2009             | 16   | 0    | —        | —        | 0     | 0     | —           | —           | 16    | 0     |
| Сан-Хосе Эртквейкс | MLS              | 2010             | 27   | 0    | 3        | 0        | 0     | 0     | —           | —           | 30    | 0     |
| Сан-Хосе Эртквейкс | MLS              | 2011             | 28   | 0    | —        | —        | 0     | 0     | —           | —           | 28    | 0     |
| Сан-Хосе Эртквейкс | MLS              | 2012             | 25   | 0    | 2        | 0        | 1     | 0     | —           | —           | 28    | 0     |
| Сан-Хосе Эртквейкс | MLS              | 2013             | 21   | 0    | —        | —        | 0     | 0     | 3           | 0           | 24    | 0     |
| Сан-Хосе Эртквейкс | MLS              | 2014             | 20   | 0    | —        | —        | 1     | 0     | 1           | 0           | 22    | 0     |
| Сан-Хосе Эртквейкс | Итого            | Итого            | 165  | 0    | 5        | 0        | 2     | 0     | 4           | 0           | 176   | 0     |
| Нью-Йорк Сити      | MLS              | 2015             | 26   | 0    | —        | —        | 1     | 0     | —           | —           | 27    | 0     |
| Нью-Йорк Сити      | MLS              | 2016             | 31   | 0    | 0        | 0        | 1     | 0     | —           | —           | 32    | 0     |
| Нью-Йорк Сити      | Итого            | Итого            | 57   | 0    | 0        | 0        | 2     | 0     | —           | —           | 59    | 0     |
| Торонто            | MLS              | 2017             | 8    | 0    | 0        | 0        | 1     | 0     | —           | —           | 9     | 0     |
| Торонто            | MLS              | 2018             | 10   | 0    | 0        | 0        | 2     | 0     | 0           | 0           | 12    | 0     |
| Торонто            | Итого            | Итого            | 18   | 0    | 0        | 0        | 3     | 0     | —           | —           | 21    | 0     |
| Торонто II         | USL              | 2017             | 1    | 0    | —        | —        | —     | —     | —           | —           | 1     | 0     |
| Торонто II         | USL              | 2018             | 1    | 0    | —        | —        | —     | —     | —           | —           | 1     | 0     |
| Торонто II         | Итого            | Итого            | 2    | 0    | —        | —        | —     | —     | —           | —           | 2     | 0     |
| Всего за карьеру   | Всего за карьеру | Всего за карьеру | 295  | 0    | 10       | 0        | 7     | 0     | 4           | 0           | 316   | 0     |

Источники: Transfermarkt, Soccerway, MLSsoccer.com.